# フェルミ接触相互作用
フェルミ接触相互作用（フェルミせっしょくそうごさよう、英: Fermi contact interaction）は、電子が原子核の内部にある場合の電子と原子核との間の磁気相互作用である。フェルミの接触相互作用とも呼ばれる。
パラメータは通常記号Aで記述され、単位は通常メガヘルツである。Aの大きさは以下の関係によって与えられる。
{\displaystyle A=-{\frac {8}{3}}\pi \left\langle {\boldsymbol {\mu }}_{n}\cdot {\boldsymbol {\mu }}_{e}\right\rangle |\Psi (0)|^{2}\qquad {\mbox{(cgs)}}}
および
{\displaystyle A=-{\frac {2}{3}}\mu _{0}\left\langle {\boldsymbol {\mu }}_{n}\cdot {\boldsymbol {\mu }}_{e}\right\rangle |\Psi (0)|^{2}\qquad {\mbox{(SI)}}}
この時、Aは相互作用のエネルギー、μnは核磁気モーメント、μeは電子磁気双極子モーメント、Ψ(0) はその核における電子の波動関数である。
これについては標準公式が、核が常に持ってはいない磁気双極子モーメントを仮定しているため、不良定義（ill-defined）問題であると指摘されている。

## 磁気共鳴分光法における使用
原子内部では、s軌道のみが核において電子密度がゼロではないため、s電子についてのみこの接触相互作用が起こる。この相互作用が主に現われるのは電子スピン共鳴および核磁気共鳴分光法においてであり、等方性超微細カップリングが現われる原因である。おおよそ、Aの大きさは不対スピンが原子において存在する範囲を示している。ゆえに、Aの値を知ることで単独で占有された分子軌道の位置を描くことが可能となる。

## 歴史
この相互作用は1930年にエンリコ・フェルミによって初めて導き出された。この項の古典的導出はJ. D. Jacksonの著書に含まれている。要約すると、古典的エネルギーは一方の磁場B(r)中のもう一方の磁気双極子モーメントのエネルギーの観点から書くことができる。この場では、2つのモーメント間の距離rがゼロとなる時に単純な表現を得る。
{\displaystyle \int _{S(r)}B(r)d^{3}r=-{\frac {2}{3}}\mu _{0}{\boldsymbol {\mu }}}